# Thierry Small
Thierry Small (* 1. August 2004 in Solihull) ist ein englischer Fußballspieler, der beim FC Southampton unter Vertrag steht.

## Karriere

### Verein
Thierry Small begann seine Karriere bei West Bromwich Albion, bevor er im Alter von 11 Jahren in die Jugendakademie des FC Everton wechselte. Sein Debüt in der ersten Mannschaft für Everton gab er am 24. Januar 2021, als er bei einem 3:0-FA-Cup-Sieg über Sheffield Wednesday für James Rodríguez eingewechselt wurde. Damit wurde er im Alter von 16 Jahren und 176 Tagen zum jüngsten Spieler in der Geschichte von Everton und übertraf damit den Rekord von Jose Baxter aus dem Jahr 2008 um 15 Tage. Er lehnte am Ende der Saison die Möglichkeit ab, im Alter von 17 Jahren Profi bei Everton zu werden, und wechselte stattdessen im August 2021 mit einem Dreijahresvertrag zum FC Southampton an die Südküste Englands. Er debütierte am 5. Februar 2022 für die erste Mannschaft der „Saints“ bei einem 2:1-Sieg über Coventry City im FA Cup, nachdem er zuvor regelmäßig in der U23-Mannschaft zum Einsatz gekommen war.
Der Linksverteidiger war in der Saison 2022/23 zweimal ausgeliehen und begann das Jahr bei Port Vale in der dritten Liga in England, bevor er am letzten Tag des Transferfensters im Januar 2023 als Leihspieler zum FC St. Mirren in die höchste schottische Spielklasse wechselte. Am 22. April 2023 wurde er erstmals in seiner Karriere vom Platz gestellt, als er bei einer 0:2-Niederlage gegen den FC Kilmarnock innerhalb von 14 Sekunden zwei gelbe Karten erhalten hatte. Am 24. Mai 2023 wurde ihm wegen eines groben Foulspiels an Bojan Miovski bei einer 0:3-Niederlage in Aberdeen die rote Karte gezeigt.
Am 26. August 2023 kehrte Small für eine Saison auf Leihbasis zu St. Mirren zurück.

### Nationalmannschaft
Thierry Small spielte im Juni 2022 dreimal für die englische U18-Nationalmannschaft während eines Turniers in Kroatien.
Er debütierte am 7. Juni 2022 bei einem 3:2-Sieg über Österreich. Dies war das erste von drei Spielen, die er in diesem Turnier für England bestritt, das vor Kroatien, Österreich und Wales gewonnen wurde.

## Familie
Thierry Small wurde in England geboren und ist durch seine Abstammung, darunter einen panamaischen Großvater, für die Verbände von England, Jamaika, Panama und Saint Kitts und Nevis spielberechtigt. Sein Onkel Bryan Small war Profifußballer, der für Aston Villa in der Premier League spielte.